# Bob Morley
Ne doit pas être confondu avec Bob Marley ou Robert Morley.
Pour les articles homonymes, voir Morley.
Bob Morley, de son nom de naissance Robert Alfred Morley, est un acteur australien né le 20 décembre 1984 à Kyneton (Victoria). 
Il est essentiellement connu pour son rôle de Bellamy Blake dans la série télévisée Les 100.

## Biographie

### Enfance et formation
Robert Alfred Morley est un acteur australien né le 20 décembre 1984 à Kyneton (Victoria). Il est le fils d'une mère philippine et d'un père irlandais australien, décédé quand il était jeune. Il est le plus jeune de quatre enfants, avec deux sœurs et un frère. Il a grandi dans une ferme à Kyneton, une petite ville de campagne à Victoria.
Il a ensuite déménagé à Melbourne et a commencé un programme de génie géologique à l'université avant de décider de reprendre le métier d'acteur et de poursuivre sa carrière professionnelle. Un an plus tard, il a décidé de s'inscrire en arts créatifs à l'Université de La Trobe à Melbourne et il s'est procuré un agent.

### Carrière
Bob Morley commence sa carrière en jouant dans diverses petites productions universitaires (théâtre, courts métrages...). En 2005, il tourne dans un film d'horreur à bas budget, Dead Harvest, dirigé par Damian Scott. La même année, il obtient un rôle dans Angels with Dirty Faces et sa performance attire l'attention des directeurs de casting du soap opera australien, Summer Bay. 
De 2006 à 2008, il joue dans le soap opera australien Summer Bay en tant que Drew Curtis. Pour ce rôle, il est nommé dans la catégorie « Most Popular New Male Talent » (« nouveaux talents masculins les plus populaires ») des Logie Awards. 
Entre mai et juin 2007, Bob Morley participe à la compétition de chant australienne It Takes Two (en). 
En 2009, il joue le rôle de Llorca dans la pièce Palindrome for a Dead Poet. L'année suivante, il apparaît dans la quatrième saison de la série Sea Patrol dans un épisode intitulé Paradise Lost. 

De 2011 à 2013, il joue dans le soap opera australien Les Voisins, dans le rôle d'Aidan Foster.

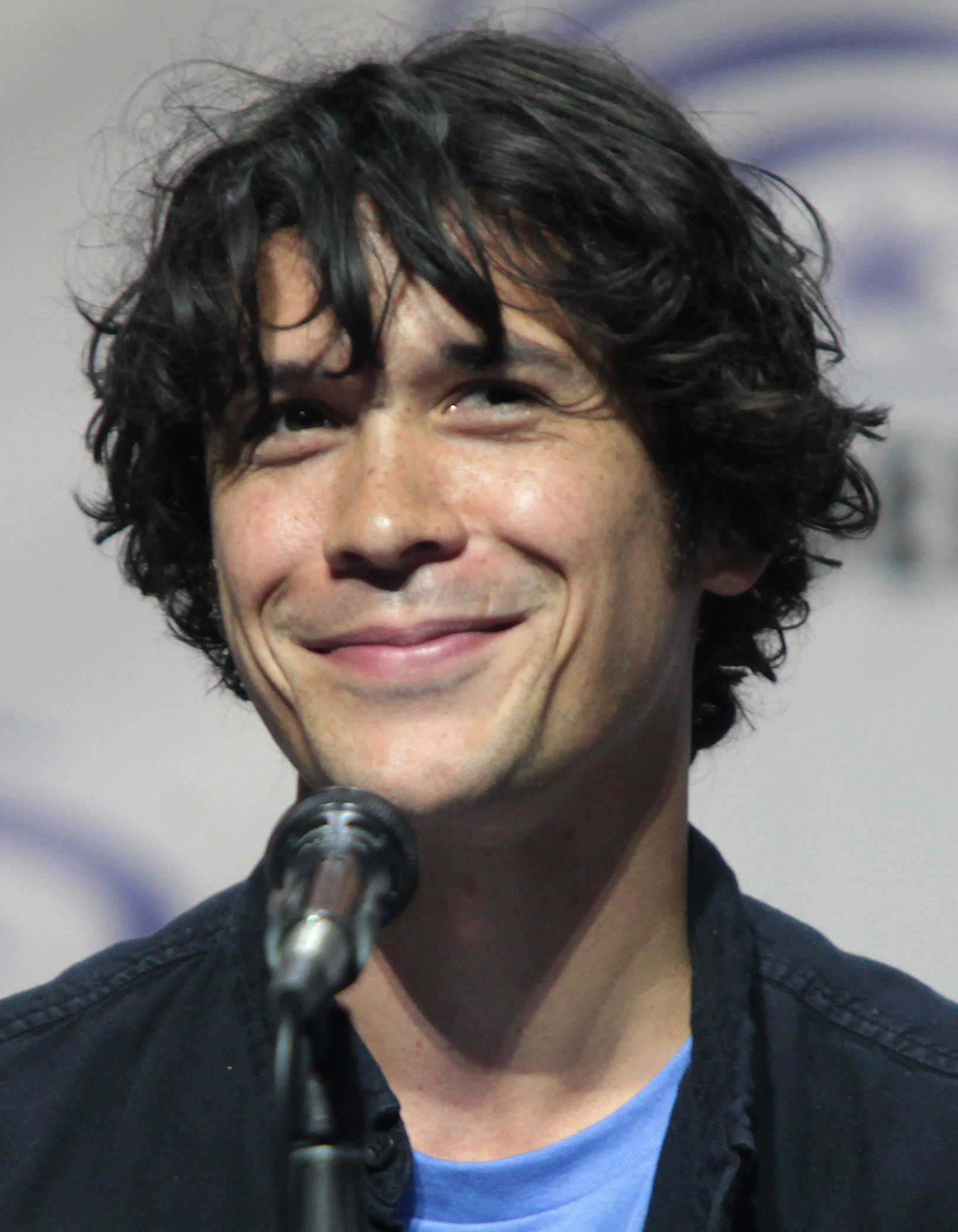
Bob Morley au WonderCon à Los Angeles en 2016.

Logo de la série télévisée, Les 100.

En 2013, il est choisi pour interpréter le rôle de Bellamy Blake, l'un des personnages principaux de la série post-apocalyptique à succès Les 100. La série est diffusée depuis le 19 mars 2014 sur le réseau The CW. Pour ce rôle, il est nommé plusieurs fois dans la catégorie « Meilleur acteur dans une série de Science-fiction/Fantastique » lors de la cérémonie des Teen Choice Awards.
Après avoir terminé l'atelier des réalisateurs de télévision de Warner Bros. en 2018, Bob a réalisé un épisode de Les 100.
En 2020, il quitte avec beaucoup d'étonnement la série Les 100, à cause de désaccords avec le réalisateur de cette dernière, Jason Rothenberg. 

### Vie privée
Le 8 juin 2019, Bob annonce de manière  inattendue sur Twitter son mariage, qui a eu lieu le 5 mai 2019, avec sa partenaire dans The 100 Eliza Taylor. Lors de la convention UnityDays 2020 en janvier dernier, Eliza Taylor a révélé au public présent avoir fait une fausse couche pendant sa grossesse tenue secrète. En hommage, Morley s'est fait tatouer un bébé pingouin protégé par son père, symbolisant un lien fort et plein d'amour,.
Le 7 février 2022, Eliza annonce via son compte Instagram être enceinte de leur deuxième enfant.

## Filmographie

### Cinéma

#### Longs métrages
- 2010 : Road Train de Dean Francis : Craig
- 2013 : Blinder (en) de Richard Gray : Nick
- 2014 : Lost in the White City de Tanner King Barklow et Gil Kofman : Avi

### Télévision

#### Séries télévisées
- 2008 : CIB : Criminal Investigation Bureau (The Strip) : Tony Moretti (13 épisodes)
- 2006-2008 : Summer Bay (Home And Away) : Drew Curtis (262 épisodes)
- 2010 : Sea Patrol : Sean (épisode 5, saison 4)
- 2011-2012 : Les Voisins (Neighbours) : Aidan Foster (62 épisodes)
- 2014 - 2020  : Les 100 : Bellamy Blake (rôle principal - 88 épisodes)
- 2016 : Winners & Losers : Ethan Quinn (épisodes 7 et 9, saison 5)
- 2021 : The Rookie : Dealer (épisode 14 saison 3)
- 2021-2023  : Love me : Peter

#### Téléfilm
- 2008 : Terre brûlée (en) de Tony Tilse : Brendan

## Distinctions
| Année | Prix                                 | Catégorie                                                        | Nomination | Résultat   |
| ----- | ------------------------------------ | ---------------------------------------------------------------- | ---------- | ---------- |
| 2018  | 20e cérémonie des Teen Choice Awards | Meilleur acteur dans une série de science-fiction ou fantastique | The 100    | Nomination |
| 2017  | 19e cérémonie des Teen Choice Awards | Meilleure alchimie dans une série avec Eliza Taylor              | The 100    | Nomination |
| 2017  | 19e cérémonie des Teen Choice Awards | Meilleur acteur dans une série de science-fiction ou fantastique | The 100    | Nomination |
| 2016  | 18e cérémonie des Teen Choice Awards | Meilleure alchimie dans une série avec Eliza Taylor              | The 100    | Nomination |
| 2015  | 17e cérémonie des Teen Choice Awards | Meilleur acteur dans une série de science-fiction ou fantastique | The 100    | Nomination |